# زمین‌لرزه ۲۰۱۷ پوئبلا
زمین‌لرزه ۲۰۱۷ پوئبلا (انگلیسی: 2017 Puebla earthquake) در ساعت ۱۳:۱۴ به وقت محلی (۱۸:۱۴ گرینویچ) روز سه‌شنبه ۱۹ سپتامبر با بزرگای گشتاوری ۷٫۱ تقریباً ۵۵ کیلومتری (۳۴ مایل) از جنوب شهر پوئبلا رخ داد. این زمین‌لرزه باعث خسارت در ایالت مکزیکو، پوئبلا، مورلوس و منطقه بزرگ مکزیکو سیتی شده‌است. حداقل ۲۴۸ نفر در این زلزله کشته شده‌اند و تعداد زیادی ساختمان نیز تخریب شده‌است.
این زلزله در سی و دومین سالگرد زلزله مکزیک در سال ۱۹۸۵ رخ داد. زلزله ۱۹ سپتامبر ۲۰۱۷ دو ساعت پس از تمرین‌های آمادگی زلزله ملی سال ۱۹۸۵ در ساعت ۱۱ صبح به وقت محلی، بوقوع پیوست.
همچنین این رویداد ۱۲ روز پس از یک زلزله بزرگ ۸ و یک دهم ریشتری در ساحل ایالت چیاپاس در روز ۷ سپتامبر ۲۰۱۷ رخ داد.

## زمین لرزه
کانون این زمین‌لرزه براساس داده‌های مرکز لرزه‌نگاری ایالات متحده آمریکا ایالت پوئبلا در مرکز مکزیک و در نزدیکی مکزیکو سیتی، پایتخت این کشور و در عمق ۵۱ کیلومتری زمین گزارش شده‌است.
براساس گزارش سرویس ملی لرزه‌نگاری (SSN) مکزیک، مرکز آن در ۱۲ کیلومتری (۷٬۵ مایل) جنوب شرقی Axochiapan، ایالت مورلوس و ۱۲۰ کیلومتری (۷۵ مایل) از مکزیکو سیتی واقع شده‌است. این زلزله با مقدار ۷٫۱ اندازه‌گیری شد که در ساعت ۱۳:۱۴:۴۰ به وقت محلی در عمق ۵۱ کیلومتری (۳۲ مایل) رخ داد.

## تلفات و خسارات
در ساعات نخستین زلزله، تعداد کشته‌ها به ۲۱۷ نفر رسید. حداقل ۷۱ نفر در ایالت مورلوس، ۸۶ نفر در پایتخت و ۴۳ نفر در ایالت پوئبلا، ۱۲ نفر در ایالت مکزیکو، ۴ در گوررو و یک‌نفر در اوآخاکا کشته شدند.
این زلزله باعث خسارات در سه ایالت پوئبلا، مورلوس و مکزیکو شد. در مکزیکو سیتی ساختمان‌های زیادی تخریب شده و در شماری دیگر آتش‌سوزی رخ داده‌است درحالیکه تعدادی از مردم در این ساختمان‌ها هستند و گیر افتاده‌اند. همچنین در شهر کورناواکا در جنوب مکزیکو سیتی ساختمان‌ها تخریب شده و مردم در آن‌ها گیر افتاده‌اند. با قطع شدن خطوط برق در برخی از نواحی پایتخت، برق نزدیک به ۴ میلیون نفر قطع شده‌است.

## سابقه

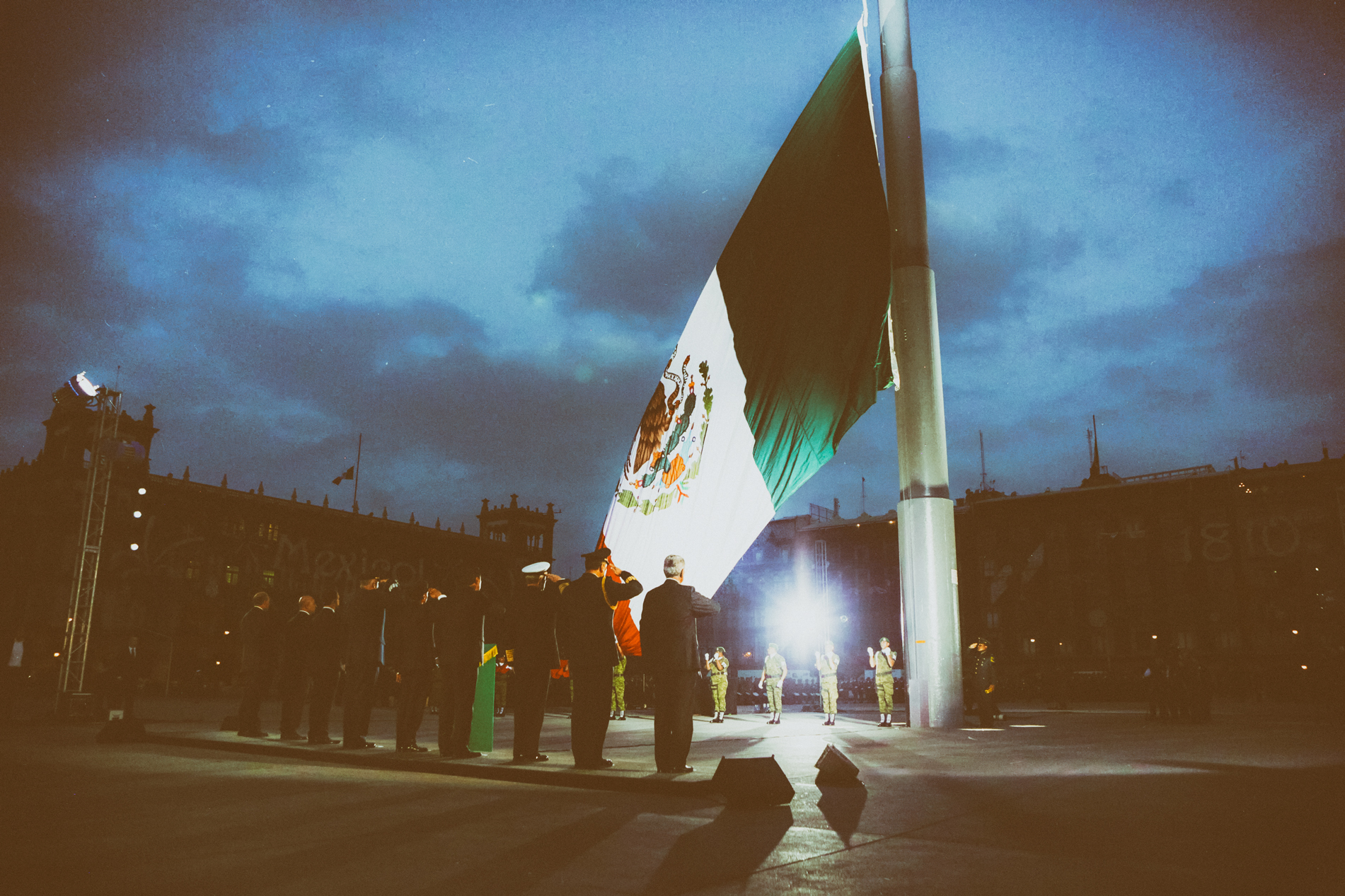
رئیس جمهور انریکه پنیا نیتو در مراسم یادبود قربانیان زمین لرزه ۱۹۸۵ مکزیکو سیتی در صبح روز ۱۹ سپتامبر ۲۰۱۷

مکزیک یکی از مناطق زلزله خیز فعال در جهان است.
کمتر از دو هفته قبل از زلزله پوئبلا، در ۷ سپتامبر در ساحل ایالت چیاپاس زمین‌لرزه رخ داد که تقریباً ۱۰۰ نفر کشته شدند.
در مکزیک روز ۱۹ سپتامبر به عنوان یک روز یادبود برای زمین لرزه سال ۱۹۸۵ مکزیکو سیتی تعیین شده‌است که طی آن حداقل ۱۰٬۰۰۰ نفر کشته شدند. هر ساله در ساعت ۱۱ صبح، از طریق استفاده از بلندگوهای عمومی در سراسر مکزیکو سیتی، یک مانور آمادگی برای مقابله با زمین لرزه در کشور اجرا می‌شود. بر همین اساس در ۱۹ سپتامبر ۲۰۱۷ نیز براساس برنامه مشخص شده این مانور در ساعت ۱۱ صبح، حدود دو ساعت قبل از زلزله پوئبلا برگزار شد.

## واکنش‌ها
- انریکه پنیا نیتو، رئیس جمهور مکزیک، در توییتی نوشت: «دست کم ۲۷ ساختمان در پایتخت فروریخته‌است.»
- دونالد ترامپ رئیس جمهور آمریکا در توییتی نوشت: «خدا یار مردم مکزیکو سیتی باشد. ما با شما هستیم و هنگام نیاز کنار شما خواهیم بود.»[۳]